# Distrito Municipal de Ehlanzeni
Ehlanzeni es uno de los tres distritos municipales de la provincia de Mpumalanga, en Sudáfrica. La cabecera del distrito es la ciudad de Nelspruit. Su población es de 944 665 personas, que en su mayoría habla el idioma swazi (2001). El código distrital es DC32.

## Geografía

### Límites
Ehlanzeni limita con:
- El distrito Mopani (provincia de Limpopo)al norte
- La República de Mozambique al este
- El reino de Suazilandia al sur
- El distrito Gert Sibande al sur
- El distrito Nkangala al suroeste
- El distrito Sekhukhune (provincia de Limpopo) al noroeste

### Municipios locales
El distrito contiene a los siguientes municipios locales:
| Municipio local | Población | %      | Idioma principal |
| --------------- | --------- | ------ | ---------------- |
| Mbombela        | 474 805   | 50.26% | Swazi            |
| Nkomazi         | 334 419   | 35.40% | Swazi            |
| Thaba Chweu     | 81 238    | 8.60%  | Sesotho sa leboa |
| Umjindi         | 53 745    | 5.69%  | Swazi            |
| Bushbuckridge   | 495       | 0.05%  | Tsonga           |